# جولو
جولو (بالإنجليزية: Municipality of Jolo )‏ هي بلدية في الفلبين، تقع في سولو وهي عاصمتها، بلغ عدد سكانها 118,307  نسمة وذلك حسب إحصائيات سنة 2010، تبلغ مساحتها 126.40 كيلومتر مربع، رمزها البريدي هو 7400.

## الموقع
تشترك في الحدود مع:
- Hadji Panglima Tahil [الإنجليزية]‏.

## المناخ
يظهر الجدول التالي التغييرات المناخية على مدار السنة لجولو:
| البيانات المناخية لـجولو          | البيانات المناخية لـجولو | البيانات المناخية لـجولو | البيانات المناخية لـجولو | البيانات المناخية لـجولو | البيانات المناخية لـجولو | البيانات المناخية لـجولو | البيانات المناخية لـجولو | البيانات المناخية لـجولو | البيانات المناخية لـجولو | البيانات المناخية لـجولو | البيانات المناخية لـجولو | البيانات المناخية لـجولو | البيانات المناخية لـجولو |
| الشهر                             | يناير                    | فبراير                   | مارس                     | أبريل                    | مايو                     | يونيو                    | يوليو                    | أغسطس                    | سبتمبر                   | أكتوبر                   | نوفمبر                   | ديسمبر                   | المعدل السنوي            |
| --------------------------------- | ------------------------ | ------------------------ | ------------------------ | ------------------------ | ------------------------ | ------------------------ | ------------------------ | ------------------------ | ------------------------ | ------------------------ | ------------------------ | ------------------------ | ------------------------ |
| متوسط درجة الحرارة الكبرى °م (°ف) | 30.0 (86.0)              | 30.0 (86.0)              | 30.7 (87.3)              | 31.4 (88.5)              | 31.7 (89.1)              | 31.5 (88.7)              | 31.4 (88.5)              | 31.6 (88.9)              | 31.5 (88.7)              | 31.1 (88.0)              | 30.8 (87.4)              | 30.3 (86.5)              | 31.0 (87.8)              |
| المتوسط اليومي °م (°ف)            | 26.2 (79.2)              | 26.3 (79.3)              | 26.5 (79.7)              | 27.0 (80.6)              | 27.2 (81.0)              | 27.1 (80.8)              | 27.1 (80.8)              | 27.3 (81.1)              | 27.1 (80.8)              | 26.8 (80.2)              | 26.8 (80.2)              | 26.4 (79.5)              | 26.8 (80.3)              |
| متوسط درجة الحرارة الصغرى °م (°ف) | 22.5 (72.5)              | 22.6 (72.7)              | 22.4 (72.3)              | 22.6 (72.7)              | 22.8 (73.0)              | 22.8 (73.0)              | 22.8 (73.0)              | 23.0 (73.4)              | 22.7 (72.9)              | 22.6 (72.7)              | 22.8 (73.0)              | 22.6 (72.7)              | 22.7 (72.8)              |
| الهطول مم (إنش)                   | 109 (4.3)                | 99 (3.9)                 | 91 (3.6)                 | 155 (6.1)                | 241 (9.5)                | 247 (9.7)                | 200 (7.9)                | 156 (6.1)                | 192 (7.6)                | 255 (10.0)               | 198 (7.8)                | 150 (5.9)                | 2٬093 (82.4)             |
| المصدر:                           |                          |                          |                          |                          |                          |                          |                          |                          |                          |                          |                          |                          |                          |